# Mușetești
Mușetești è un comune della Romania di 2205 abitanti, ubicato nel distretto di Gorj, nella regione storica dell'Oltenia.
Il comune è formato dall'unione di 7 villaggi: Arșeni, Bârcaciu, Gămani, Grui, Mușetești, Stăncești, Stăncești-Larga.